# Expedició 9
L'Expedició 9 va ser la novena estada de llarga durada en l'Estació Espacial Internacional.

## Tripulació
| Posició           | Astronauta                               | Astronauta                               |
| ----------------- | ---------------------------------------- | ---------------------------------------- |
| Comandant         | Guennadi Pàdalka, RSA Segon vol espacial | Guennadi Pàdalka, RSA Segon vol espacial |
| Enginyer de vol 1 | Michael Fincke, NASA Primer vol espacial | Michael Fincke, NASA Primer vol espacial |

## Paràmetres de la missió

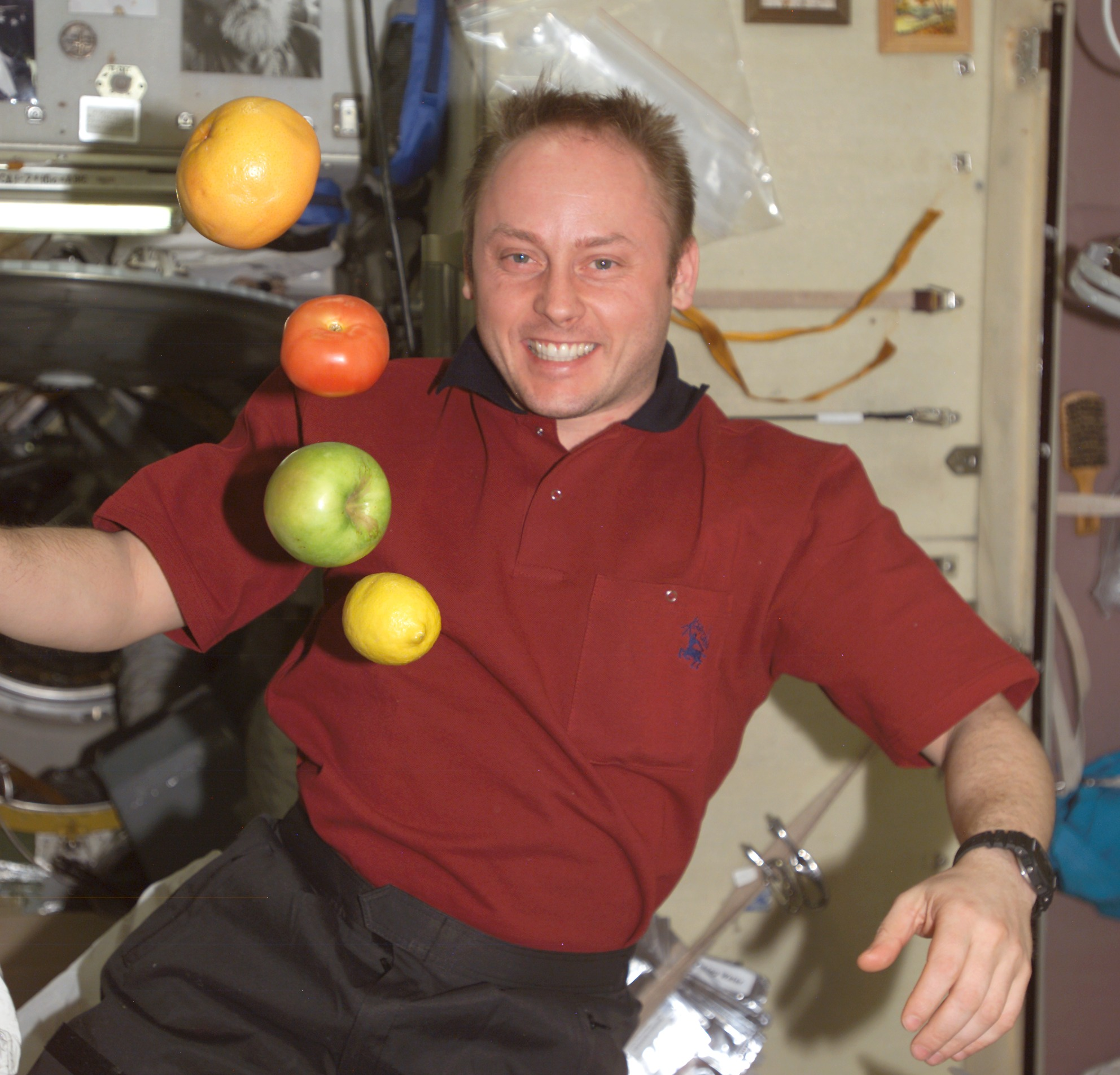
Edward M. (Mike) Fincke, l'oficial científic i enginyer de vol de l'ISS de la NASA en l'Expedició 9, es fotografiat amb fruita fresca surant lliurement en el Modul de Servei Zvezda a l'Estació Espacial Internacional. (NASA)

- Perigeu: 384 km
- Apogeu: 396 km
- Inclinació: 51,6°
- Període: 92 min

## Objectius
Pàdalka i Fincke van arribar l'estació el 21 d'abril de 2004 a bord de la nau espacial Soiuz TMA-4 amb l'astronauta de l'Agència Espacial Europea (ESA) André Kuipers. Després de més d'una setmana d'activitats d'operacions conjuntes i lliures, Pàdalka i Fincke van prendre oficialment el comandament de l'estació el 29 d'abril quan el Comandant Michael Foale i l'Enginyer de Vol Alexander Kaleri de l'Expedició 8 van partir de l'estació. Aquesta missió va ser el lloc del Projecte Advanced Diagnostic Ultrasound in Microgravity.
L'Expedició 8 i Kuipers van tornar a la Terra el mateix dia a bord de la nau espacial Soiuz TMA-3. La missió d'onze dies de Kuipers a la ISS com a part d'un acord comercial entre l'ESA i l'Agència Espacial Russa.

## Passeigs espacials
La tripulació de l'Expedició 9 va conduir qautre passeigs espacials durant la seva estada a l'Estació Espacial Internacional. Els quatre passejos espacials van ser dedicats al muntatge i manteniment de l'ISS. Tots els EVAs van tenir lloc a l'exterior del Compartiment d'Acoblament de la Pirs i es van utilitzar vestits espacials russos Orlan.
Abans que aquestes quatre activitats extravehiculars (EVAs), es van realitzar 52 passeigs espacials des de l'ISS, amb 27 sobre l'estació.
Guennadi Pàdalka (EV1): ratlles vermelles
Mike Fincke (EV2): ratlles blaves
Passeig espacial 1
Guennadi Pàdalka, Mike Fincke
Temps: 14 minuts, 22 segons
Hora Inici: 4:56 p.m. CDT (2156 GMT) 24 de juny de 2004
Hora Fi: 5:10 p.m. CDT (2210 GMT) 24 de juny de 2004
El passeig espacial es va veure interromput a causa d'un problema de pressió en ek tanc d'oxigen primari del vestit espacial d'en Fincke. Els controladors de la missió van decidir reprogramar el passeig espacial pel 30 de juny.
Passeig espacial 2
Guennadi Pàdalka, Mike Fincke
Temps: 5 hores, 40 minuts
Hora Inici: 4:19 p.m. CDT (2119 GMT) 29 de juny de 2004
Hora Fi: 9:59 p.m. CDT 29 de juny de 2004 (0259 GMT 30 de juny de 2004)
Pàdalka i Fincke va substituir un Remote Power Controller (RPCM) que va fallar a finals d'abril, causant una pèrdua de potència en el Control Moment Gyroscope No. 2 (CMG 2). Un error en el Remote Power Controller Module era responsable de la pèrdua temporal del CMG 2 a l'abril. El giroscopi és un dels quatre del control de l'orientació de l'ISS.
Passeig espacial 3
Guennadi Pàdalka, Mike Fincke
Temps: 4 hores, 30 minuts
Hora Inici: 1:58 a.m. CDT (0658 GMT) 3 d'agost de 2004
Hora Fi: 6:28 a.m. CDT (1128 GMT) 3 d'agost de 2004
En preparació per a l'arribada del Vehicle de Transferència Automàtic (ATV) de l'Agència Espacial Europea, Pàdalka i Fincke van treure els reflectors làsers del compartiment de muntatge del Mòdul de Servei Zvezda i es va instal·lar tres reflectors làsers nous i un objectiu de videometre intern. Van instal·lar dues antenes.
Els astronautes van treure el Panell Núm. 2 del Kromka i van instal·lar el Panell Núm. 3 del Kromka. L'experiment Kromka exposa diversos materials a l'entorn espacial. També es va substituir un altre experiment de ciència de materials.
Passeig espacial 4
Guennadi Pàdalka, Mike Fincke
Temps: 5 hores, 20 minuts
Hora Inici: 16:43 UTC, 3 de setembre de 2004
Hora Fi: 22:04 UTC, 3 de setembre de 2004
El quart EVA programat de l'Expedició 9 va preparar l'Estació per a properes operacions de muntatge i l'arribada de l'ATV. Els astronautes van substituir el panell de control del flux del Mòdul de Control Zarià i van instal·lar quatre gateres de captura de seguretat en els passamans del Zarià.
Les operacions de suport de l'ATV van incloure la instal·lació de l'equip per les antenes d'enllaç de ràdio aire-aire i l'eliminació de totes les tapes de les antenes.
Altres tasques van incloure la instal·lació del Pressure Control and Exposure Monitor Sensor en la Pirs i la instal·lació de components protectors en els suports de les anelles de passamans de la Pirs en l'EVA Hatch No. 2.

## Emblema
El disseny de l'emblema de la missió de l'Expedició 9 inclou un tribut als astronautes i cosmonautes que van donar la seva vida en l'exploració espacial. Les ales esteses de l'àguila tenen 16 estrelles i 1 estrella de David. Representen la tripulació de l'Apollo 1; Virgil Ivan "Gus" Grissom, Ed White i Roger Chaffee. La tripulació del Transbordador Espacial Challenger STS-51L; Francis "Dick" Scobee, Michael J. Smith, Ronald McNair, Ellison Onizuka, Gregory Jarvis, Judith Resnick i Christa McAuliffe. La tripulació del Columbia STS-107; Rick Husband, William C. McCool, David M. Brown, Kalpana Chawla, Michael P. Anderson, Laurel Clark i Ilan Ramon, el primer astronauta israelià. Al voltant del coll de l'àguila hi ha quatre petites estrelles vermelles i un estel vermell gran. L'estrella gran és per Iuri Gagarin, el primer home a l'espai durat el Vostok 1, que va morir durant l'entrenament d'un Soiuz 3. Les altres 4 són pel cosmonauta de la Soiuz 1 Vladimir Komarov, la tripulació de la Soiuz 11 Georgi Dobrovolski, Viktor Patsayev i Vladislav Vólkov.